# Daganzo de Arriba
Daganzo de Arriba è un comune spagnolo di 10 520 abitanti (2021) situato nella comunità autonoma di Madrid.